# スパルタ!55号
『スパルタ!55号』（スパルタ ごじゅうごごう）は、1970年10月7日から1971年3月31日までNET系列局で放送されていたNETテレビ（現・テレビ朝日）製作のバラエティ番組である。放送時間は毎週水曜 19:30 - 20:00 （日本標準時）。

## 概要
テレビドラマ『コント55号60分一本勝負』との入れ替わりでスタートしたコント55号の冠番組で、半年前まで『やっちゃおう!コント55号』が放送されていた水曜19:30枠へ戻っての放送となった。
番組は、萩本欽一と坂上二郎がさまざまな競技種目とその分野のプロフェッショナルたちに挑戦する模様を放送していた。アシスタントはスパルタ・ガールズが務めていた。

## コント55号の挑戦種目
- プロレス（男子や女子[要説明]。男子はアントニオ猪木が登場[要説明]）
- ドラマー
- 女子体操
- バナナの叩き売り
- 空手
- 餅つき
- 女子プロボウラー
- アクロバット
- 少林寺拳法
- フラメンコ
- スタントカー